# Джавадов, Заур Нурбаба оглы
Заур Джавадов Нурбаба оглы — Латвийский кикбоксер азербайджанского происхождения. Чемпион мира и Европы среди профессионалов. Сильнейший кикбоксер Прибалтики

## Биография
До 4 лет жил в городе Вангажи, куда переехала его семья из Азербайджана.
Когда Зауру было 4 года, его семья переехала в Ригу, где его родители отдали Заура на тренировки по Киокушин каратэ. Тренировался у тренера Ирины Абрамовой, выиграл несколько локальных турниров и стал двукратным чемпионом Латвии среди детей. Когда Зауру было 12 лет, секция закрылась и Заур начал заниматься Ашихара каратэ под руководством Татьяны Алексеевой, где стал пятикратным чемпионом Латвии.
```
В возрасте 18 лет Заура пригласили на недельные сборы по К-1 с такими именитыми бойцами, как Забит Самедов, Виталий Охрименко под руководством именитого тренера из Белоруссии — Андрея Зеленевского из клуба «Чинук». С тех пор Заур Джавадов полюбил К-1 и начал тренировки под руководством тренера Саулюса Шейкиса и многократно становился чемпионом Латвии и Балтии по К-1 для любителей.
```

В 2005 году Заур Джавадов решил сконцентрироваться на профессиональном кикбоскинге.
С 2009 года латвийский боец начал заниматься индивидуальными тренировками по кикбоксингу, а с 2016 года Заур Джавадов решил заняться профессиональными групповыми тренировками со своим другом и коллегой Вячеславом Тевиньшем
В 2017 году благодаря победной серии из нокаутов Заур получил прозвище «Латвийский Ниндзя».
В 2018 году, поговорив с тренером Саулюсом Шейкисом, решили, что каждый пойдёт своей дорогой. С тех пор Заур работает с молодым тренером Игорем Ткаченко, который в своё время был очень хорошим бойцом.

## Карьера
В 2007 году в клубе «Salamandra» в городе Риге Заур Джавадов нанес коленом в голову и отправил в нокдаун эстонского соперника Эдвина-Эрика Кибуса. Тот же в ответ нанёс три запрещённых в боксе удара, в результате чего был дисквалифицирован. Соответственно заслуженная победа досталась Зауру Джавадову.
В декабре 2009 года изрядно поднатренировавшийся практически во всех ударных единоборствах, Заур Джавадов был приглашён в Германию (Гамбург) для участия в поединке за звание чемпиона Европы в К-1 по версии WKA в весе до 79 кг. Его соперником был 34-летний гражданин Германии Рене Класен. Нокаутировав соперника в первом же раунде, Джавадов стал чемпионом Европы WKA.
В возрасте 24 лет Заур Джавадов отправился со своими учениками на спортивные сборы, на родину тайского бокса в Таиланд (Пхукет) в лагерь «Sinbi Muay Thai». Там он сразился с американцем Джорджом весом в 90 кг, который был на 20 кг тяжелее его самого. Это был самый сложный и кровавый бой, 5 раундов по три минуты. Джавадов мужественно отстоял все раунды и победил своего соперника по очкам.
В 2014 году Заур Джавадов выступал в России, где уступил победу чемпиону мира по муай-таю Гаджимураду Амиржанову.
Но уже в 2016 году Джавадов вернулся в спорт с новыми силами и с новыми победами.
27 февраля 2016 года Заур Джавадов выступал против 30-летнего бразильского соперника Родриго Феррейра, где нокаутировал соперника за полторы минуты до конца третьего раунда. Заур Джавадов стал новым чемпионом Европы в полусреднем весе. Для рижанина это второй пояс сильнейшего кикбоксера континента в своей весовой категории.
Заур Джавадов дважды становился чемпионом по кикбоксингу в Таллине (Эстония).
9 апреля 2016 года Заур одержал победу над Томми Кингом (Великобритания), нокаутировав его в первом раунде.
Так же, спустя месяц, латвийский ниндзя вернулся, чтобы снова победить давнего эстонского самурая Эдвина-Эрика Кибуса. По словам Заура Джавадова эта была битва характеров и духа. Победу получил Заур по очкам.

## Титулы
2016 KOK European Champion
2013 WAKO K-1 Latvian Champion
2012 WKA K-1 Baltic Champion
2012 WAK-1F European K-1 Open Cup Champion
2012 WFCA K-1 Latvian Champion
2012 WAK-1F K-1 Latvian Champion
2012 WAKO K-1 Latvian Champion
2012 WAKO Kickboxing (Low Kick) Riga Champion
2011 WKF K-1 Poland Champion
2011 WAKO K-1 Lithuanian Champion
2011 IFMA Muay Thai Riga Champion
2009 WKA K-1 European Champion
2009 One Songchai Latvian Muay Thai Champion
2009 WKA K-1 Baltic vice Champion
2007 IFMA Muay Thai Latvian Champion
No1 in WFCA-Baltic Absolute Rating